# Laledjin
Laledjin (en persan : لالجين / Lalejin), aussi appelée Lalin, est une des villes de la province de Hamedan.

## Géographie
La ville de Laledjin est située au nord de la province de Hamedan. Elle est située par 48ٌ 28ٌ de longitude et 34ٌ 58ٌ de latitude. Cette ville est a 20 kilomètres de Hamadan et 9 kilomètres de Bahar (بهار). Son altitude est de 1 731 mètres.
Le canton de Laledjin d'une largeur de 508 kilomètres et d'une population de 44568 est situé à l'est de Bahar. Laledjin est limitée a l'ouest par Hamadan et au nord par Kaboudrahang (كبودراهنگ) et a deux villages nommés Mohadjeran (مهاجران) et Sofalgaran (سفالگران).
D'après le recensement officiel de l'an 1385, Laledjin a 14700 habitants.

## Histoire et civilisation
Tous les habitants de Laledjin sont chiites et parlent turc.

## Économie
Cette ville est connue comme le centre de production de poterie et céramique au Moyen-Orient et 80 % de la population de Laledjin sont des potiers. Laledjin est sans aucun doute un des centres les plus importants de production de poterie et ceramique en Iran et au monde. Les produits des artistes de Laledjin sont exportés dans beaucoup de pays. Les terres cuites de Laledjin sont très variées et comprennent différentes poterie de luxe et de consommation courante. D'après la statistique de l'union des potiers de 2006 les usines qui produisent la poterie et la céramique sont au nombre de 683.